# Israelitats
Israelitats (títol original en anglès, Israelism) és un documental estatunidenc de 2023 sobre la representació del conflicte israelianopalestí a les institucions jueves americanes. Dirigit per Erin Axelman i Sam Eilertsen, s'ha projectat a diversos festivals de cinema dels Estats Units i ha guanyat un premi Spirit del Festival de Cinema de Brooklyn. S'ha doblat al català per al programa Sense ficció de TV3, que el va emetre l'1 d'octubre de 2024.
La pel·lícula critica el tracte que Israel fa als palestins i l'educació de la comunitat jueva estatunidenca sobre el conflicte israelianopalestí. Segueix dos jueus americans mentre aprenen sobre el conflicte i contrasten les seves opinions. La pel·lícula també inclou entrevistes a acadèmics i activistes polítics.
Algunes projeccions de la pel·lícula a finals de 2023 a universitats i altres institucions dels Estats Units i el Canadà es van cancel·lar, després d'una campanya en línia que acusava la pel·lícula d'antisemitisme. Les projeccions es van reprendre després de les crítiques d'organitzacions acadèmiques i de llibertats civils.